# Ongsa Singthong
Ongsa Singthong (thailändisch องศา สิงห์ทอง; * 9. April 2005), auch als Hero bekannt, ist ein thailändischer Fußballspieler.

## Karriere
Ongsa Singthong erlernte das Fußballspielen in der Jugend von Air Force United sowie in der Schulmannschaft des Assumption College Thonburi. Die Saison 2023/24 spielte er beim Drittligisten Assumption United FC. Mit dem Verein spielte er 18-mal in der Western Region der Liga. Im Juli 2024 wechselte er in die erste Liga. Hier schloss er sich Chiangrai United an. Sein Erstligadebüt für den Verein aus Chiangrai gab Singthong am 21. November 2024 (14. Spieltag) im Auswärtsspiel gegen den Nongbua Pitchaya FC. Bei dem 2:0-Auswärtserfolg wurde er in der 57. Minute für Thakdanai Jaihan eingewechselt.

## Sonstiges
Ongsa Singthong ist der Sohn des ehemaligen Nationalspielers Issawa Singthong.